# Przejście graniczne Salem
Przejście graniczne Salem (ang. Salem Checkpoint) – to punkt kontrolny na granicy między Izraelm a Autonomią Palestyńską. Pełni on funkcję drogowego przejścia granicznego. Jest on położony w południowym krańcu Doliny Jezreel przy Wadi Ara w Dolnej Galilei. W jego bezpośrednim sąsiedztwie znajdują się po stronie Izraela dzielnica Salem miejscowości Ma’ale Iron, a po stronie palestyńskiej wioska Zububa.

## Informacje podstawowe
Punkt kontrolny Salem umożliwia przekroczenie wybudowanego w 2003 roku muru bezpieczeństwa, który oddziela terytorium Izraela od Autonomii Palestyńskiej. Jest on przez całą dobę obsługiwany przez żołnierzy Sił Obronnych Izraela oraz policję graniczną. Punkt kontrolny ma rozbudowaną infrastrukturę wojskową. Znajduje się przy nim baza wojskowa Salem, w którym mieści się sąd wojskowy, lokalny urząd administracji terytoriami oraz mały posterunek policji granicznej. Punkt ten spełnia funkcję podobną do przejścia granicznego. Jest on zamknięty dla Palestyńczyków, z wyjątkiem osób posiadających zezwolenia na wjazd do Izraela oraz mieszkańców Wschodniej Jerozolimy. Dozwolone jest przejście tylko piesze. Przejście jest czynne jedynie w ciągu dnia, a godziny jego otwarcia są zmieniane w zależności od sytuacji bezpieczeństwa i potrzeb. W sezonie prac rolniczych, Arabowie z sąsiedniej wioski Zububa mogą przekraczać przejście, aby uprawiać swoje ziemie po drugiej stronie granicy. W czasie świąt muzułmańskich przepisy się łagodzi i wydłuża godziny pracy przejścia.
Obowiązujące na przejściu procedury bezpieczeństwa umożliwiły uniknięcie kilku zamachów terrorystycznych na terytorium Izraela. Podczas szczegółowych kontroli granicznych wykrywano ukryte bomby, broń i inne niebezpieczne materiały. Przy przejściu dochodziło także do strzelanin, w odpowiedzi na co izraelskie siły bezpieczeństwa przeprowadzały akcje represyjne w sąsiedniej wiosce arabskiej.

## Komunikacja
Przez przejście graniczne przechodzi droga nr 66, którą jadąc w kierunku północno-zachodnim dojeżdża się do kibucu Megiddo przy skrzyżowaniu z drogą nr 65 (można nią dojechać do pobliskiego miasta Afula). Natomiast po stronie palestyńskiej droga nr 66 prowadzi na południowy wschód do miasta Dżanin.